# Sancho Alfónsez
Sancho Alfónsez (* um 1093; † 29. Mai 1108 vor Uclés) war der einzige Sohn und designierte Thronerbe des Königs Alfons VI. von León-Kastilien aus dem Haus Jiménez.
Seine Mutter Zaida war eine Angehörige der maurischen Dynastie von Sevilla und war vermutlich ab 1100, spätestens ab 1106, in zweiter Ehe mit Alfons VI. von León-Kastilien verheiratet gewesen. Unter dem Namen „Elisabeth (Isabel)“ war sie zum christlichen Glauben konvertiert und hatte damit alle Würden einer christlichen Königin erlangt. Sancho blieb der einzige Sohn neben einer Reihe von ehelichen und unehelichen Töchtern seines Vaters. Anlässlich eines großen Hoftages in León Anfang Mai 1107 wurde er von seinem Vater offiziell zum Erben designiert. Als solcher (regnum electus patri factum) signierte er bereits am 14. Mai 1107 ein Privileg seines Vaters für den Bischof von Santiago de Compostela zur Münzprägung.
Am 29. Mai 1108 führte der junge Sancho einen Gegenangriff auf die Stadt Uclés aus, die wenige Tage zuvor von maurischen Truppen der Almoraviden besetzt worden war. In einer desaströsen Schlacht wurde er neben anderen kastilischen Großen, darunter García Ordóñez, getötet. Alfons VI. bestimmte im folgenden Jahr kurz vor seinem Tod seine älteste Tochter Urraca zur Erbin.

## Weblink
- ALFONSO VI 1072-1109 bei Foundation for Medieval Genealogy.ac

| Personendaten    | Personendaten                      |
| ---------------- | ---------------------------------- |
| NAME             | Alfónsez, Sancho                   |
| KURZBESCHREIBUNG | Thronfolger von Kastilien und León |
| GEBURTSDATUM     | um 1093                            |
| STERBEDATUM      | 29. Mai 1108                       |
| STERBEORT        | Uclés                              |